# Mandana
Mandana je bila medijska princeza, a potom kraljica i žena perzijskog vladara Kambiza I. kojem je rodila Kira Velikog, osnivača Ahemenidskog Perzijskog Carstva.

## Povijesni izvori

### Herodot
Prema Herodotu, Mandana je bila kćer Astijaga, medijskog vladara i Kijaksarovog sina, te Arijene od Lidije, kćeri Alijata II. odnosno Krezove sestre. Ipak, neki izvori tvrde kako je Mandana zapravo bila kćer neke ranije Astijagove žene.
Nedugo nakon rođenja Mandane, Herodot piše kako je Astijag imao čudan san kako njegova novorođena kćer toliko urinirala da je poplavila cijelu Aziju. Astijag se potom obratio svećenicima koji su protumačili san kao upozorenje da će Mandana roditi sina koji će ga svrgnuti s vlasti.
Kako bi spriječio takav razvoj događaja, Astijag je Mandanu udao za vazalnog perzijskog princa Kambiza I., kojeg Herodot opisuje kao „čovjeka iz dobre obitelji i mirne naravi“ pa ne bi trebao biti prijetnja medijskom prijestolju.
Nakon što se Mandana udala za Kambiza I., Astijag je ponovo sanjao sličan san: ovaj put kako će iz Mandanine maternice izrasti vinova loza koja će se proširiti cijelim svijetom. Nakon što su ga svećenici ponovo upozorili kako je to loš znak i kako predstavlja prijetnju njegovom prijestolju, Astijag je odlučio poslati svog podanika Harpaga da pogubi novorođenče. Ipak, Harpagu moral nije dopustio da ubije novorođenče plave krvi, pa je pozvao kraljevskog pastira Mitradata iz planinske regije pokraj granice sa Saspirom, i naredio mu da ostavi dijete da umre u planinama. Srećom, pastir i njegova žena Cina su se sažalili nad njime pa su ga prisvojili i odgojili kao svoje dijete, dok su svoje mrtvorođenče pokazali Harpagu kao Kira.
Kada je Kir Veliki odrastao, navodno su ga zbog elegantnog ponašanja prepoznati kao dječaka kraljevske krvi pa mu je djed Astijag dopustio da se vrati roditeljima. Nedugo kasnije Astijagovi sni i njihovo tumačenje postali su stvarnost; Kir je pokrenuo perzijski ustanak koji će završiti svrgavanjem Astijaga s prijestolja; padom Medijskog Carstva, odnosno stvaranjem Ahemenidskog Perzijskog Carstva.

### Ksenofont
Ksenofont također spominje Mandanu u svome djelu „Kiropediji“. Prema njegovoj priči, Mandana i njezin sin putovali su na Astijagov dvor, gdje je tinejdžer Kir zadivio djeda koji ga je odlučio ostaviti na dvoru. Mandana se pak vratila mužu Kambizu I. u perzijski grad Anšan. Poslije nekoliko godina 24-godišnji Kir Veliki traži od Astijaga da mu dopusti posjet bolesnom ocu, a neposredno nakon njegovog odlaska iz medijske prijestoljnice Ekbatane počinje perzijski ustanak.

## Povijesna analiza
Neki moderni povjesničari smatraju kako su Herodotove priče u kojima se spominju rodbinske veze između Kira Velikog i medijskog plemstva propaganda kojom je pokušano opravdati legitimnost Kirove borbe za tron odnosno vojnih pohoda. Kronološku problematiku predstavlja i bitka pomrčine koja je precizno određena 28. svibnja 585. pr. Kr., nakon koje su Medijsko Carstvo i Lidija sklopili mirovni sporazum osnažen diplomatskim brakom između Mandaninog oca Astijaga od Medije i majke Arijene od Lidije. Budući kako je Kir Veliki rođen 576. pr. Kr., pretpostavlja se kako je Mandana bila kćer neke druge (ranije) Astijagove žene, jer bi u protivnom trebala imati svega desetak godina kada je Kir rođen, što se smatra nemogućim. Ipak, ne postoji dovoljno povijesnih dokaza za objašnjenje bilo koje od navedenih teorija.

## Smrt
Prema nekim izvorima Mandana je umrla 559. pr. Kr., no budući kako se radi o datumu smrti njena supruga Kambiza I. pretpostavlja se kako je umrla neke druge godine ili kako se radi o datumu kada je promijenila status od kraljice do kraljice majke.

## Poveznice
- Astijag
- Kambiz I.
- Kir Veliki

## Vanjske poveznice
- Mandana (Mandane), AncientLibrary.com  Arhivirana inačica izvorne stranice od 6. lipnja 2008. (Wayback Machine)
- Astijag (Livius.org, Jona Lendering)  Arhivirana inačica izvorne stranice od 14. svibnja 2011. (Wayback Machine)